# Legge 25 marzo 1993, n. 81
La legge 25 marzo 1993 n. 81 è una legge dello Stato italiano che disciplina l'elezione del sindaco, del presidente della provincia, dei consigli comunali e provinciali.
La legge viene comunemente identificata come la norma che introdusse l'elezione diretta del sindaco da parte dei cittadini.

## Novità introdotte
Il testo introdusse importanti modifiche al sistema elettorale degli enti locali, tra cui il meccanismo di collegamento tra diverse liste e candidati alla carica di sindaco e presidente della provincia, il potere di entrambi di nominare e revocare gli assessori, la cui carica è incompatibile con quella di consigliere, la conclusione anticipata della legislatura a seguito di cessazione dal mandato del sindaco o del presidente per dimissioni o in seguito a mozione di sfiducia consiliare e l'introduzione di un meccanismo elettorale maggioritario che attribuisce almeno il 60% dei seggi alla coalizione vittoriosa, tranne in alcuni casi particolarissimi.
La legge del 1993 stabilì inoltre l'applicazione di queste disposizioni per i Comuni con popolazione pari o superiore ai 15 000 abitanti ed infine regole relative alla campagna elettorale. Rilevante, nella legge, è lo snellimento del personale politico locale e l'accorciamento della durata del mandato, un mandato di 4 anni con l'impossibilità di immediata rielezione dopo la seconda volta consecutiva. Anche il programma amministrativo deve essere presentato in un momento precedente alla consultazione e condiviso da tutte le liste che concorrono a sostenere lo stesso candidato sindaco; viene, inoltre, favorita la partecipazione femminile con l'inserimento del limite di candidature dello stesso genere (un valore non superiore ai 2/3 del totale). Con le nuove norme il sistema “sostanzialmente” maggioritario è valevole, di fatto, solo nei comuni con una popolazione inferiore alle 15 000 unità, dove le coalizioni sono così spinte a creare un'unica lista, mentre nei comuni con popolazione superiore alla soglia dei 15 000 abitanti favorisce il formarsi di coalizioni composte da più liste.

## Aspetti salienti

### Disciplina delle coalizioni e assegnazione dei seggi
Le coalizioni di liste vengono decise e dichiarate in un momento precedente alla votazione; mentre, al secondo turno non si può cambiare la coalizione ma la si può ampliare, dando la possibilità alle liste ancora non schierate di schierarsi con l'una o l'altra coalizione: infatti estendendo l'area di consenso del vincitore, lo si svincola ulteriormente dalla sua area di appartenenza (quella che emerge al primo turno) per renderlo responsabile anche di fronte ad altri cittadini più lontani dalle sue posizioni politiche e di cui il neoeletto dovrà necessariamente tener conto.
Per quanto riguarda l'assegnazione dei seggi: il primo spetta al candidato sindaco mentre gli altri vengono assegnati, seguendo il metodo proporzionale, al resto delle liste collegate.

### Designazione membri della giunta comunale
Un'altra novità riguarda la nomina dei componenti della giunta che possono essere scelti anche al di fuori del consiglio, in funzione della realizzazione del programma: designazione, nomina e relativa revoca spettano al primo cittadino; ad egli spetta anche designare la nomina - e relativa revoca - dei rappresentanti del comune presso gli enti, le aziende, le istituzioni e , quelle dei responsabili di uffici e servizi; infine decidere gli incarichi dirigenziali e quelli di collaborazione esterna. Questa nuova elaborazione assicura una maggiore possibilità di successo nell'attuazione del programma, ma anche una responsabilità maggiore nei confronti dell'elettorato.

### Campagna e propaganda elettorale
Un altro aspetto fondamentale di cui si occupa la legge è la regolamentazione della campagna elettorale: per quel che riguarda la propaganda elettorale sulla stampa e sui mezzi d'informazione radio-televisiva, chi intende offrire uno spazio o una vetrina, ad un candidato sindaco o presidente di provincia, deve allo stesso modo riconoscere l'accesso in condizione di parità a tutti gli altri candidati, infatti "I modi, i tempi, gli spazi di accesso e le tariffe, sia per le trasmissioni gratuite che per quelle a pagamento, sono disciplinati dal Garante per la radiodiffusione e l'editoria, dalla Commissione parlamentare per l'indirizzo generale e la vigilanza dei servizi radiotelevisivi nonché dai comitati regionali per i servizi radiotelevisivi secondo le rispettive competenze" (art. 28).
È inoltre vietata la presenza di candidati o rappresentanti di partito, e membri di giunte locali, in trasmissioni di intrattenimento, trasmissioni culturali e sportive. Le nuove direttive hanno il pregio di introdurre nel nostro ordinamento un complesso di disposizioni in tema di diritto all'accesso ai mezzi di comunicazione di massa, uguaglianza nel diritto all'informazione, ponendo nel contempo limiti alla pubblicità e obblighi di trasparenza nelle spese elettorali. La propaganda elettorale è regolata dall'art. 29, che dispone: "nei trenta giorni precedenti la data delle elezioni, è consentita a mezzo di manifesti e scritti murali, stampati murali e giornali murali […]": è invece vietata la propaganda elettorale a mezzo di inserzioni pubblicitarie su quotidiani o periodici, spot pubblicitari e ogni altra forma di trasmissioni pubblicitarie radiotelevisive.
Sono escluse dal divieto: le pubblicazioni di presentazione dei candidati sindaco o presidente della provincia e le liste che prendono parte alla consultazione; la presentazione e l'illustrazione dei rispettivi programmi elettorali; gli annunci di tavole rotonde, conferenze, dibattiti. Questi divieti non si applicano agli organi ufficiali d'informazione di partito e dei movimenti politici, oltre che alla stampatura di liste elettorali e candidati.

### Spese elettorali
Per quanto riguarda le spese elettorali la legge disciplina la dichiarazione preventiva e il rendiconto delle spese nei comuni con popolazione superiore a 10 000 abitanti; mentre, nei comuni con popolazione superiore a 50 000 abitanti, la dichiarazione non solo deve essere preventiva ma deve anche essere affissa all'albo pretorio del comune, così come il rendiconto delle spese deve essere reso pubblico entro trenta giorni dalla fine della campagna elettorale.